# سيسيليا كاستانيو
سيسيليا كاستانيو (بالإسبانية: Cecilia Castaño)‏ هي عالمة سياسة وكاتِبة واقتصادية إسبانية، ولدت في 10 فبراير 1953 في ألمرية في إسبانيا.